# Godzina Czytań
Godzina Czytań (łac. Officium lectionis), nabożeństwo Kościoła katolickiego obrządku rzymskiego (formy zwyczajnej), jedna z godzin kanonicznych według układu Liturgii Godzin. Zawiera dłuższe czytania z Pisma św. oraz autorów pism dotyczących życia duchowego. Obejmuje także psalmy, hymn, responsoria oraz modlitwę. W układzie Breviarium Romanum (przedsoborowa wersja liturgii godzin, forma nadzwyczajna obrządku rzymskiego) godzinie czytań odpowiada matutinum.

## Historia Godziny Czytań i terminologia
Matutinum pierwotnie odmawiano w nocy albo o brzasku (stąd nazwa: matutinum – łac. „poranny”). Godzinę Czytań można odmawiać o każdej porze dnia, a nawet i poprzedniego dnia po odmówieniu Nieszporów (łac. Vesperae) i zapadnięciu nocy.
Obecna nazwa Godziny czytań jest nowa i została utworzona na potrzeby Liturgii Godzin odnowionej na polecenie Soboru Watykańskiego II. Wcześniej godzina ta nazywała się Matutinum, stąd to właśnie tę godzinę kanoniczną nazywano w języku polskim Jutrznią. Po reformie zmieniono nazwę tej godziny ze względu na dopuszczenie jej celebrowania o dowolnej porze, natomiast modlitwę poranną, która do czasów reformy nazywała się Laudes, nazwano Laudes matutinae, aby zaznaczyć poranny charakter tej godziny. W związku z tym w polskim przekładzie odnowionej Liturgii Godzin nazwę jutrzni odniesiono właśnie do Laudes matutinae.

## Układ Godziny Czytań wLiturgii Godzin
Godzinę Czytań rozpoczyna się Wezwaniem (łac. Invitatorium), wtedy, gdy się ją odmawia przed jutrznią (łac. Laudes matutinae). W przeciwnym wypadku zaczyna się ją od wersetu Boże, wejrzyj ku wspomożeniu memu łącznie z Chwała Ojcu... dodając Alleluja poza okresem wielkiego postu.
Następnie odmawia się hymn. W okresie zwykłym wybiera się go ze zbioru na ten cel przeznaczonego, ale zawsze z uwzględnieniem pory dnia lub nocy, w której odprawia się Godzinę Czytań.
Po hymnie odmawia się trzy psalmy (lub ich części, jeśli psalmy przypadające na dany dzień są dłuższe). Triduum paschalne oraz dni oktawy Wielkanocy i Narodzenia Pańskiego, a także uroczystości i święta mają własne psalmy i antyfony.
W niedziele i dni powszednie bierze się psalmy i antyfony według bieżącego układu psałterza. Tak samo się czyni we wspomnieniach o świętych, wyjąwszy te, które mają własne psalmy i antyfony.
Po psalmach, a przed czytaniami, odmawia się zazwyczaj werset. Stanowi on w modlitwie przejście od psalmodii do słuchania czytań.
Są dwa czytania: pierwsze jest wyjęte z Pisma św., a drugie zaczerpnięte z pism Ojców Kościoła lub innych autorów kościelnych, albo z hagiografii (we wspomnienia świętych).
Po każdym z czytań odmawia się responsorium.
W niedziele (poza okresem wielkiego postu), podczas oktawy Wielkanocy i Narodzenia Pańskiego oraz w uroczystości i święta po drugim czytaniu i responsorium odmawia się hymn Ciebie, Boże, chwalimy. Hymn ten opuszcza się we wspomnienia i dni powszednie. Ostatnią część hymnu, zaczynającą się od słów Zachowaj lud Twój, Panie..., aż do końca, można opuścić wedle uznania.
Godzinę Czytań kończy się modlitwą przypadającą na dany dzień, oraz przynajmniej we wspólnym odmawianiu aklamacją Błogosławmy Panu – Bogu niech będą dzięki.